# Скарпелли, Гленн
Гленн Кристофер Скарпелли (англ. Glenn Christopher Scarpelli, родился 6 июля 1966 года в Нью-Йорке, штат Нью-Йорк, США) — американский актёр и певец, сын художника комиксов Генри Скарпелли.
Наиболее известен по ролям Алекса Хэндриса в ситкоме «Однажды за один раз» (1980—1983) и Марка в фантастическом сериале «Здесь спала Дженнифер» (1983—1984). Принимал участие в бродвейских постановках пьес «Голда» (1977—1978) с Энн Бэнкрофт и «Ричард III» (1979) с Аль Пачино. В 1983 году выпустил сольные музыкальные альбомы «Glenn Scarpelli» и «Get A Love On».
Пятикратный номинант на премию «Молодой актёр», удостоившийся специальной награды 1983 года. Открытый гей.

## Фильмография
| Год       |   | Русское название          | Оригинальное название   | Роль              |
| --------- | - | ------------------------- | ----------------------- | ----------------- |
| 1975      | ф | Насильственное вторжение  | Forced Entry            | Гленн Ульман      |
| 1978      | ф | Нунцио                    | Nunzio                  | Джорджи           |
| 1980      | ф | One Trick Pony            | One Trick Pony          | певец             |
| 1981      | ф | Все они смеялись          | They All Laughed        | Майкл Ниотис      |
| 1980—1983 | с | Однажды за один раз       | One Day at a Time       | Алекс Хэндрис     |
| 1983—1984 | с | Здесь спала Дженнифер     | Jennifer Slept Here     | Марк              |
| 1983—1985 | с | Лодка любви               | The Love Boat           | Алан/Марк Хэммонд |
| 1986      | с | Удивительные истории      | Amazing Stories         | Джеффри Гелб      |
| 1989      | ф | Сила страсти              | The Favorite            | Мустафа           |
| 1990      | с | Секретный агент Макгайвер | MacGyver                | Тони Милани       |
| 1995      | с | ABC Afterschool Special   | ABC Afterschool Special | Эдди Лапорт       |
| 2016      | ф | Священные путешествия     | Sacred Journeys         | Марко             |
| 2019      | с | Однажды за один раз       | One Day at a Time       | Чед               |